# Max von Laue
Max Theodore Felix von Laue, född 9 oktober 1879 i Pfaffendorf nära Koblenz, död 24 april 1960 i Västberlin, var en tysk fysiker och mottagare av  nobelpriset i fysik för 1914 för upptäckten av röntgendiffraktion i kristaller. Nobelpriset tillkännagavs först hösten 1915. År 1921 erhöll han även guldmedaljen Adolf-von-Baeyer-Denkmünze.

## Biografi
Max von Laue blev professor i teoretisk fysik vid universitetet i Zürich 1912, i Frankfurt am Main 1914 och i Berlin 1919. Han har bidragit till teorin för elektromagnetismen och relativitetsteorin. Mest berömd är han för sina undersökningar om röntgenstrålning och kristallstruktur. Hans 1912 framlagda idéer att använda kristaller som gitter för att påvisa röntgenstrålarnas interferens var det avgörande beviset för att röntgenstrålningen är av elektromagnetisk natur. Walter Friedrich och Paul Knipping kunde senare bekräfta riktigheten av hans antaganden. Samtidigt erhölls en metod dels att studera kristallernas struktur, dels att analysera röntgenstrålningen.
Bland hans skrifter märks Das Relativitätsprincip (1911), Das Relativitätstheorie (1921, 2:a upplagan 1923) och Die Interferenz der Röntgenstrahlen (1923).
Laue har upptäckt och namngett Lauedigrammet, ett diagram som skapas vid fotografisk upptagning av det interferensfenomen, som uppkommer då en röntgenstråle får passera genom en kristall.

## Medlemskap i akademier
Max von Laue var från 1919 korresponderande ledamot, och från 1921 ordinarie ledamot, av Preussiska vetenskapsakademien. I denna akademi och flera tyska fysikorganisationer försökte von Laue och bland andra Max Planck motverka nazistiskt inflytande från framför allt Johannes Stark. Bland annat lyckades von Laue blockera att Stark blev ordinarie ledamot av akademin, vilket ledde till att Stark 1933 såg till att von Laue avskedades från sitt uppdrag vid Physikalisch-Technische Reichsanstalt. von Laue invaldes 1947 som utländsk ledamot av Kungliga Vetenskapsakademien och var utländsk medlem av Royal Society.

## Eftermäle
Asteroiden 10762 von Laue är uppkallad efter honom.